# Україна на літніх Паралімпійських іграх 2016
Україна брала участь на літніх Паралімпійських іграх 2016 у Ріо-де-Жанейро (Бразилія), що відбулися з 7 по 18 вересня 2016 року.
Команда здобула рекордні 41 золоту, 37 срібних та 39 бронзових медалей і вперше піднялася на третє місце в медальному заліку.

## Нагороди

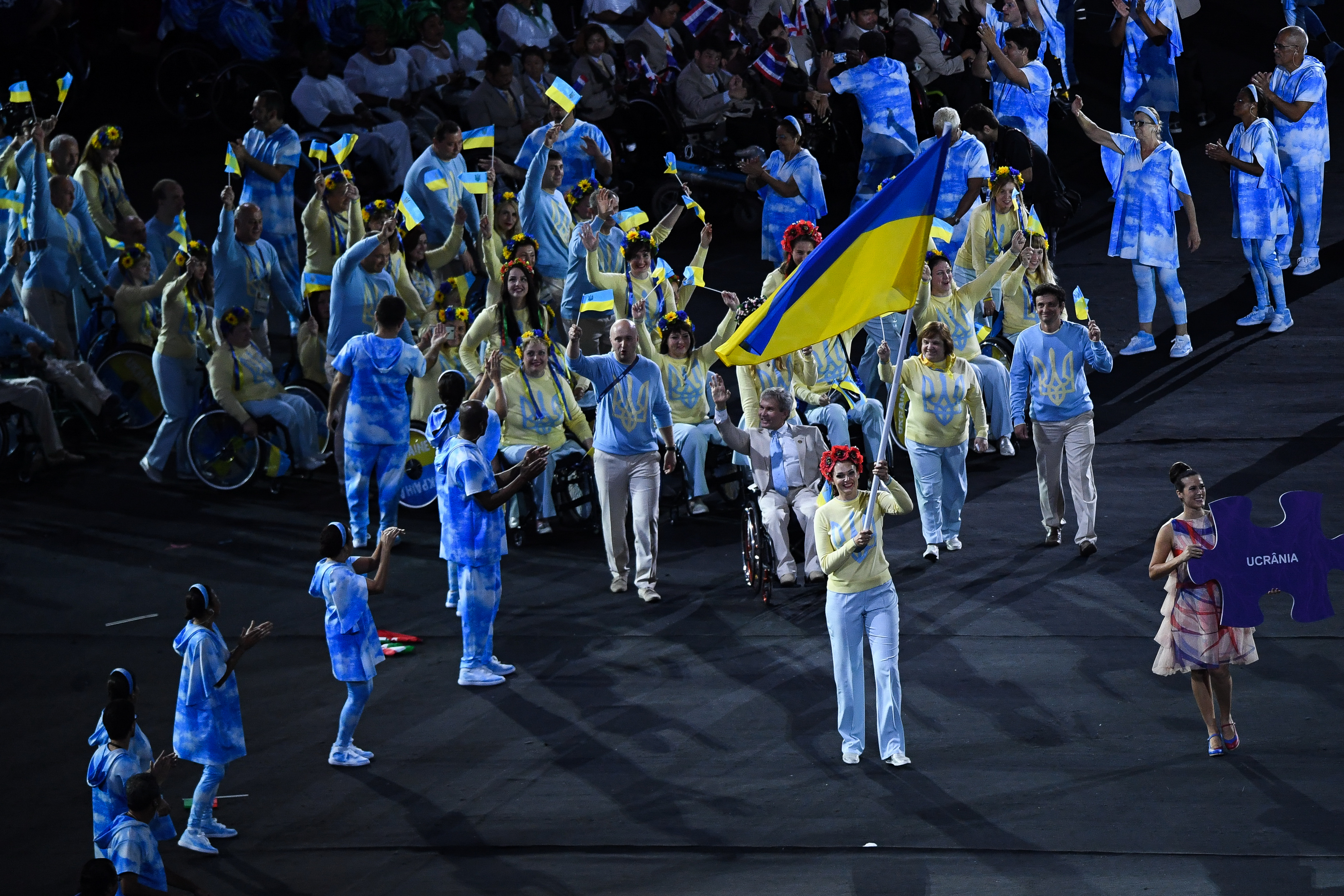
Прапороносець Маргарита Привалихіна очолює українську команду на відкриття Паралімпіади-2016

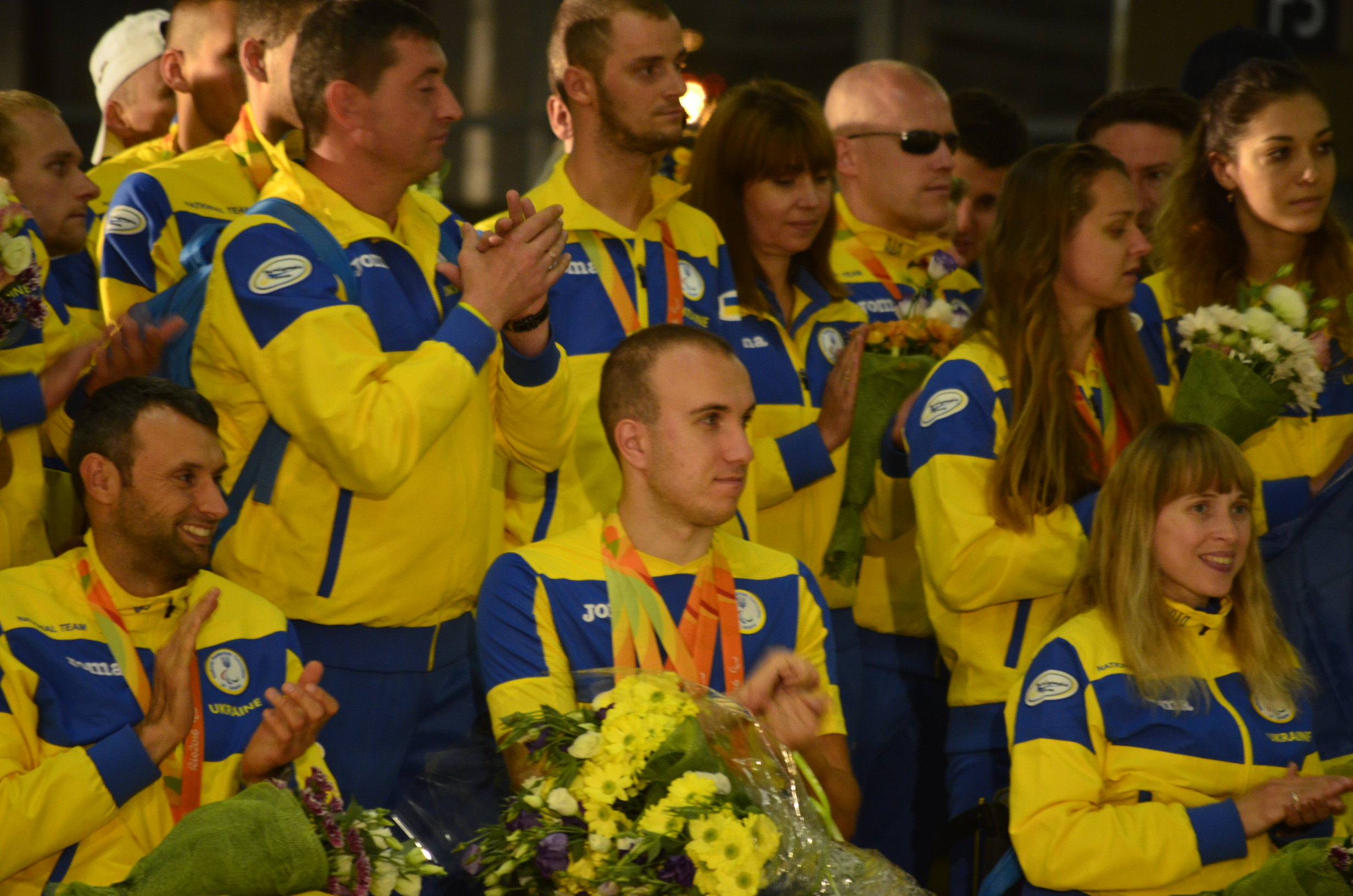
Зустріч української національної паралімпійської збірної після успішного виступу на літніх Паралімпійських іграх 2016

Нагороди українських паралімпіців.
| Олександр Комаров |
| Максим Крипак     |
| Богдан Гриненко   |
| Денис Дубров      |
| Євгеній Богодайко |
| Юрій Божинський   |
| Дмитро Ванзенко   |

| Віктор Дідух     |
| Максим Ніколенко |
| Михайло Попов    |

| Володимир Антонюк  |  | Олег Лень             |  |  |
| Іван Доценко       |  | Дмитро Молодцов       |  |  |
| Тарас Дутко        |  | Станіслав Подольський |  |  |
| Євген Зінов'єв     |  | Віталій Романчук      |  |  |
| Едгар Каграманян   |  | Костянтин Симашко     |  |  |
| Артем Красильников |  | Віталій Трушев        |  |  |
| Богдан Кулинич     |  | Іван Шкварло          |  |  |

| Юрій Божинський   |
| Денис Дубров      |
| Максим Крипак     |
| Євгеній Богодайко |

| Андрій Деревінський |
| Вікторія Савцова    |
| Ольга Свідерська    |
| Євгеній Богодайко   |
| Єлизавета Мерешко   |
| Дмитро Виноградець  |
| Юрій Божинський     |
| Богдан Гриненко     |

| Олександр Комаров |
| Максим Крипак     |
| Богдан Гриненко   |
| Денис Дубров      |
| Євгеній Богодайко |
| Юрій Божинський   |
| Дмитро Ванзенко   |

| Віктор Дідух     |
| Максим Ніколенко |
| Михайло Попов    |

| Володимир Антонюк  |  | Олег Лень             |  |  |
| Іван Доценко       |  | Дмитро Молодцов       |  |  |
| Тарас Дутко        |  | Станіслав Подольський |  |  |
| Євген Зінов'єв     |  | Віталій Романчук      |  |  |
| Едгар Каграманян   |  | Костянтин Симашко     |  |  |
| Артем Красильников |  | Віталій Трушев        |  |  |
| Богдан Кулинич     |  | Іван Шкварло          |  |  |

| Юрій Божинський   |
| Денис Дубров      |
| Максим Крипак     |
| Євгеній Богодайко |

| Андрій Деревінський |
| Вікторія Савцова    |
| Ольга Свідерська    |
| Євгеній Богодайко   |
| Єлизавета Мерешко   |
| Дмитро Виноградець  |
| Юрій Божинський     |
| Богдан Гриненко     |

| Медалі за видами спорту | Медалі за видами спорту | Медалі за видами спорту | Медалі за видами спорту | Медалі за видами спорту |
| ----------------------- | ----------------------- | ----------------------- | ----------------------- | ----------------------- |
| Спорт                   | 1                       | 2                       | 3                       | Всього                  |
| Плавання                | 25                      | 24                      | 25                      | 74                      |
| Атлетика                | 4                       | 8                       | 7                       | 19                      |
| Фехтування              | 2                       | 0                       | 2                       | 4                       |
| Теніс                   | 2                       | 0                       | 1                       | 2                       |
| Велоспорт               | 2                       | 0                       | 0                       | 2                       |
| Дзюдо                   | 1                       | 3                       | 3                       | 7                       |
| Стрільба                | 1                       | 1                       | 1                       | 3                       |
| Параканое               | 1                       | 1                       | 0                       | 2                       |
| Веслування              | 1                       | 0                       | 0                       | 1                       |
| Пауерліфтинг            | 1                       | 0                       | 0                       | 1                       |
| Футбол                  | 1                       | 0                       | 0                       | 1                       |
| Всього                  | 41                      | 37                      | 39                      | 117                     |

| Медалі по днях | Медалі по днях | Медалі по днях | Медалі по днях | Медалі по днях | Медалі по днях | Медалі по днях |
| -------------- | -------------- | -------------- | -------------- | -------------- | -------------- | -------------- |
| День           | Дата           |                |                |                | Всього         |                |
| 1              | 8 вересня      | 1              | 1              | 7              | 9              |                |
| 2              | 9 вересня      | 6              | 5              | 6              | 17             |                |
| 3              | 10 вересня     | 5              | 4              | 2              | 11             |                |
| 4              | 11 вересня     | 6              | 3              | 3              | 12             |                |
| 5              | 12 вересня     | 4              | 6              | 2              | 12             |                |
| 6              | 13 вересня     | 5              | 2              | 4              | 11             |                |
| 7              | 14 вересня     | 4              | 2              | 3              | 9              |                |
| 8              | 15 вересня     | 4              | 4              | 3              | 11             |                |
| 9              | 16 вересня     | 3              | 6              | 5              | 14             |                |
| 10             | 17 вересня     | 3              | 4              | 4              | 11             |                |

| Медалі за статтю(докладніше) | Медалі за статтю(докладніше) | Медалі за статтю(докладніше) | Медалі за статтю(докладніше) | Медалі за статтю(докладніше) | Медалі за статтю(докладніше) |
| ---------------------------- | ---------------------------- | ---------------------------- | ---------------------------- | ---------------------------- | ---------------------------- |
| Стать                        | 1                            | 2                            | 3                            | Всього                       | Відсоток                     |
| Чоловіки                     | 27                           | 20                           | 25                           | 72                           | 61,5 %                       |
| Жінки‎                        | 13                           | 17                           | 12                           | 42                           | 35,9 %                       |
| Змішані                      | 1                            | 0                            | 2                            | 3                            | 2,6 %                        |
| Всього                       | 41                           | 37                           | 39                           | 117                          | 100 %                        |

### Мультимедалісти

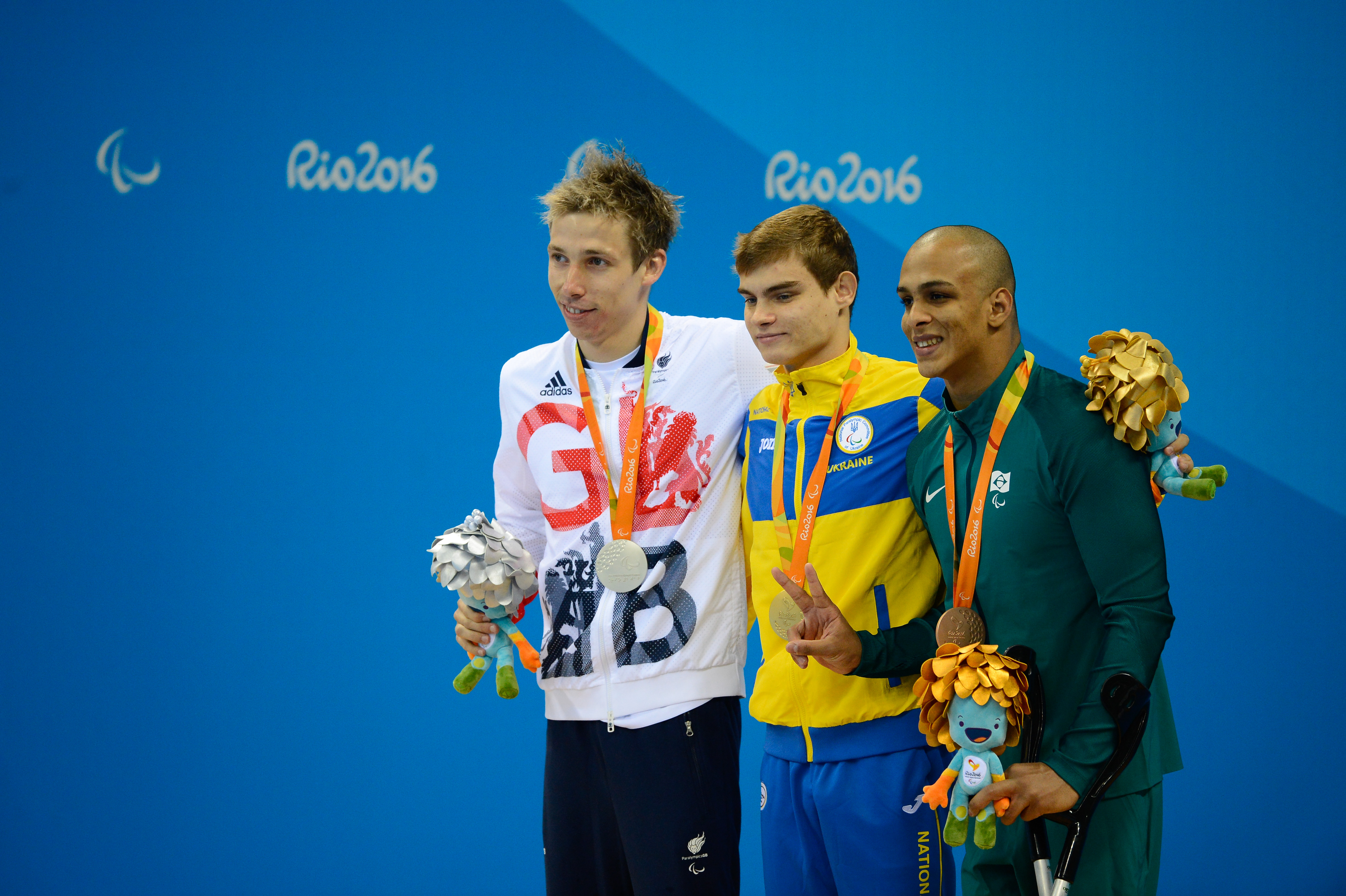
Євгеній Богодайко здобув першу українську золоту медаль на Іграх 2016

Символи літніх Паралімпійських ігр 2016 та літніх Олімпійських ігор 2016 в Ріо-де-Жанейро, Бразилія

Логотип літніх Паралімпійських ігр 2016 в Ріо-де-Жанейро, Бразилія

Наступні учасники команди України вибороли декілька медалей на Паралімпійських іграх 2016 року.
| Спортсмен           | Медаль | Вид спорту     | Дисципліна                                          |
| ------------------- | ------ | -------------- | --------------------------------------------------- |
| Максим Крипак       | Золото | Плавання       | 50 м вільним стилем (чоловіки, S10)                 |
| Максим Крипак       | Золото | Плавання       | 100 м на спині (чоловіки, S10)                      |
| Максим Крипак       | Золото | Плавання       | 100 м вільним стилем (чоловіки, S10)                |
| Максим Крипак       | Золото | Плавання       | 400 м вільним стилем (чоловіки, S10)                |
| Максим Крипак       | Золото | Плавання       | Естафета 4×100 м вільним стилем (чоловіки, 34 очки) |
| Максим Крипак       | Срібло | Плавання       | 200 м комплексом (чоловіки, SM10)                   |
| Максим Крипак       | Срібло | Плавання       | 100 м батерфляєм (чоловіки, S10)                    |
| Максим Крипак       | Срібло | Плавання       | Естафета 4×100 м комплексом (чоловіки, 34 очки)     |
| Євгеній Богодайко   | Золото | Плавання       | 100 м на спині (чоловіки, S7)                       |
| Євгеній Богодайко   | Золото | Плавання       | 200 м комплексом (SM7)                              |
| Євгеній Богодайко   | Золото | Плавання       | 100 м батерфляєм (чоловіки, SB6)                    |
| Євгеній Богодайко   | Золото | Плавання       | Естафета 4×100 м вільним стилем (чоловіки, 34 очки) |
| Євгеній Богодайко   | Срібло | Плавання       | 50 м вільним стилем (чоловіки, S7)                  |
| Євгеній Богодайко   | Срібло | Плавання       | 50 м батерфляєм (чоловіки, S7)                      |
| Євгеній Богодайко   | Срібло | Плавання       | Естафета 4×100 м комплексом (чоловіки, 34 очки)     |
| Євгеній Богодайко   | Бронза | Плавання       | 100 м вільним стилем (чоловіки, S7)                 |
| Євгеній Богодайко   | Бронза | Плавання       | Змішана естафета 4×50 м вільним стилем (20 балів)   |
| Єлизавета Мерешко   | Золото | Плавання       | 100 м вільним стилем (жінки, S6)                    |
| Єлизавета Мерешко   | Золото | Плавання       | 400 м вільним стилем (жінки, S6)                    |
| Єлизавета Мерешко   | Золото | Плавання       | 100 м брасом (жінки, SB5)                           |
| Єлизавета Мерешко   | Золото | Плавання       | 50 м вільним стилем (жінки, S6)                     |
| Єлизавета Мерешко   | Бронза | Плавання       | Змішана естафета 4×50 м вільним стилем (20 балів)   |
| Денис Дубров        | Золото | Плавання       | 200 м комплексом (чоловіки, SM10)                   |
| Денис Дубров        | Золото | Плавання       | 100 м комплексом (чоловіки, SM10)                   |
| Денис Дубров        | Золото | Плавання       | Естафета 4×100 м вільним стилем (чоловіки, 34 очки) |
| Денис Дубров        | Срібло | Плавання       | 100 м брасом (чоловіки, SB9)                        |
| Денис Дубров        | Срібло | Плавання       | 400 м вільним стилем (чоловіки, S10)                |
| Денис Дубров        | Срібло | Плавання       | Естафета 4×100 м комплексом (чоловіки, 34 очки)     |
| Денис Дубров        | Бронза | Плавання       | 50 м вільним стилем (чоловіки, S10)                 |
| Денис Дубров        | Бронза | Плавання       | 100 м брасом (чоловіки, S10)                        |
| Анна Стеценко       | Золото | Плавання       | 50 м вільним стилем (жінки, S13)                    |
| Анна Стеценко       | Золото | Плавання       | 100 м вільним стилем (жінки, S13)                   |
| Анна Стеценко       | Золото | Плавання       | 100 м на спині (жінки, S13)                         |
| Анна Стеценко       | Срібло | Плавання       | 400 м вільним стилем (жінки, S13)                   |
| Єгор Дементьєв      | Золото | Велоспорт      | Гонка переслідування 4000 м (чоловіки, C5)          |
| Єгор Дементьєв      | Золото | Велоспорт      | Гонка з роздільним стартом (чоловіки, C5)           |
| Ігор Цвєтов         | Золото | Легка атлетика | 100 м (чоловіки, T35)                               |
| Ігор Цвєтов         | Золото | Легка атлетика | 200 м (чоловіки, T35)                               |
| Геннадій Бойко      | Золото | Плавання       | 50 м на спині (чоловіки, S1)                        |
| Геннадій Бойко      | Золото | Плавання       | 100 м на спині (чоловіки, S1)                       |
| Дмитро Виноградець  | Золото | Плавання       | 50 м на спині (чоловіки, S3)                        |
| Дмитро Виноградець  | Срібло | Плавання       | 50 м вільним стилем (чоловіки, S3)                  |
| Дмитро Виноградець  | Срібло | Плавання       | 200 м вільним стилем (чоловіки, S3)                 |
| Дмитро Виноградець  | Срібло | Плавання       | 150 м комплексом (чоловіки, SM3)                    |
| Дмитро Виноградець  | Бронза | Плавання       | Змішана естафета 4×50 м вільним стилем (20 балів)   |
| Богдан Гриненко     | Золото | Плавання       | Естафета 4×100 м вільним стилем (чоловіки, 34 очки) |
| Богдан Гриненко     | Срібло | Плавання       | 50 м вільним стилем (чоловіки, S8)                  |
| Богдан Гриненко     | Бронза | Плавання       | Змішана естафета 4×50 м вільним стилем (20 балів)   |
| Юрій Божинський     | Золото | Плавання       | Естафета 4×100 м вільним стилем (чоловіки, 34 очки) |
| Юрій Божинський     | Срібло | Плавання       | Естафета 4×100 м комплексом (чоловіки, 34 очки)     |
| Юрій Божинський     | Бронза | Плавання       | 50 м вільним стилем (чоловіки, S8)                  |
| Юрій Божинський     | Бронза | Плавання       | Змішана естафета 4×50 м вільним стилем (20 балів)   |
| Максим Веракса      | Золото | Плавання       | 50 м вільним стилем (чоловіки, S12)                 |
| Максим Веракса      | Бронза | Плавання       | 100 м вільним стилем (чоловіки, S13)                |
| Максим Веракса      | Бронза | Плавання       | 100 м брасом (чоловіки, SB12)                       |
| Дмитро Ванзенко     | Золото | Плавання       | Естафета 4×100 м вільним стилем (чоловіки, 34 очки) |
| Дмитро Ванзенко     | Бронза | Плавання       | 200 м комплексом (чоловіки, SM10)                   |
| Лейля Аджаметова    | Золото | Легка атлетика | 100 м (жінки, T13)                                  |
| Лейля Аджаметова    | Бронза | Легка атлетика | 400 м (жінки, T13)                                  |
| Олександр Комаров   | Золото | Плавання       | Естафета 4×100 м вільним стилем (чоловіки, 34 очки) |
| Олександр Комаров   | Бронза | Плавання       | 100 м вільним стилем (чоловіки, S13)                |
| Ярослав Денисенко   | Срібло | Плавання       | 100 м вільним стилем (чоловіки, S13)                |
| Ярослав Денисенко   | Срібло | Плавання       | 400 м вільним стилем (чоловіки, S13)                |
| Ярослав Денисенко   | Срібло | Плавання       | 100 м на спині (чоловіки, S13)                      |
| Ярослав Денисенко   | Срібло | Плавання       | 200 м комплексом (чоловіки, SM13)                   |
| Вікторія Савцова    | Срібло | Плавання       | 50 м вільним стилем (жінки, S6)                     |
| Вікторія Савцова    | Срібло | Плавання       | 100 м вільним стилем (жінки, S6)                    |
| Вікторія Савцова    | Срібло | Плавання       | 100 м брасом (жінки, SB5)                           |
| Вікторія Савцова    | Бронза | Плавання       | Змішана естафета 4×50 м вільним стилем (20 балів)   |
| Оксана Ботурчук     | Срібло | Легка атлетика | 200 м (жінки, T12)                                  |
| Оксана Ботурчук     | Срібло | Легка атлетика | 400 м (жінки, T12)                                  |
| Ольга Свідерська    | Срібло | Плавання       | 150 м комплексом (жінки, SM4)                       |
| Ольга Свідерська    | Бронза | Плавання       | 100 м вільним стилем (жінки, S3)                    |
| Ольга Свідерська    | Бронза | Плавання       | Змішана естафета 4×50 м вільним стилем (20 балів)   |
| Оксана Хруль        | Срібло | Плавання       | 50 м батерфляєм (жінки, S6)                         |
| Оксана Хруль        | Бронза | Плавання       | 100 м на спині (жінки, S6)                          |
| Зоя Овсій           | Срібло | Легка атлетика | Метання диску (жінки, F51/52)                       |
| Зоя Овсій           | Бронза | Легка атлетика | Метання булави (жінки)                              |
| Роман Павлик        | Срібло | Легка атлетика | 400 м (чоловіки, T36)                               |
| Роман Павлик        | Бронза | Легка атлетика | Стрибки у довжину (чоловіки, T36)                   |
| Сергій Паламарчук   | Бронза | Плавання       | 50 м на спині (чоловіки, S2)                        |
| Сергій Паламарчук   | Бронза | Плавання       | 100 м на спині (чоловіки, S2)                       |
| Сергій Паламарчук   | Бронза | Плавання       | 200 м вільним стилем (чоловіки, S2)                 |
| Ірина Соцька        | Бронза | Плавання       | 50 м на спині (жінки, S2)                           |
| Ірина Соцька        | Бронза | Плавання       | 100 м на спині (жінки, S2)                          |
| Антон Коль          | Бронза | Плавання       | 50 м на спині (чоловіки, S1)                        |
| Антон Коль          | Бронза | Плавання       | 100 м на спині (чоловіки, S1)                       |
| Андрій Деревінський | Бронза | Плавання       | 50 м вільним стилем (чоловіки, S4)                  |
| Андрій Деревінський | Бронза | Плавання       | Змішана естафета 4×50 м вільним стилем (20 балів)   |

## Академічне веслування
Спортсменів — 8
Чоловіки
| Спортсмени          | Дисципліна                  | Відбіркові заїзди | Відбіркові заїзди | Втішний заїзд | Втішний заїзд | Фінал   | Фінал |
| Спортсмени          | Дисципліна                  | Час               | Місце             | Час           | Місце         | Час     | Місце |
| ------------------- | --------------------------- | ----------------- | ----------------- | ------------- | ------------- | ------- | ----- |
| Білоножко Олександр | Четвірка змішана — LTAMix4+ | 3:33.25           | 5                 | 3:42.59       | 4             | Н/Д     | Н/Д   |
| Жук Максим          | Четвірка змішана — LTAMix4+ | 3:33.25           | 5                 | 3:42.59       | 4             | Н/Д     | Н/Д   |
| Козлов Володимир    | Четвірка змішана — LTAMix4+ | 3:33.25           | 5                 | 3:42.59       | 4             | Н/Д     | Н/Д   |
| Коюда Ярослав       | Двійка змішана — TAMix2x    | 4:01.05           | 5                 | 4:04.42       | 2             | Н/Д     | Н/Д   |
| Полянський Роман    | Чоловіки одиночка — ASM1x   | 4:44.70           | 1                 | Н/Д           | Н/Д           | 4:39.56 | 1     |

Жінки
| Спортсмени        | Дисципліна                  | Відбіркові заїзди | Відбіркові заїзди | Втішний заїзд | Втішний заїзд | Фінал   | Фінал |
| Спортсмени        | Дисципліна                  | Час               | Місце             | Час           | Місце         | Час     | Місце |
| ----------------- | --------------------------- | ----------------- | ----------------- | ------------- | ------------- | ------- | ----- |
| Кириченко Ірина   | Двійка змішана — TAMix2x    | 4:01.05           | 5                 | 4:04.42       | 2             | 4:05.35 | 5     |
| Янкова Олександра | Четвірка змішана — LTAMix4+ | 3:33.25           | 5                 | 3:42.59       | 4             | 3:34.72 | 9     |
| Яринка Ірина      | Четвірка змішана — LTAMix4+ | 3:33.25           | 5                 | 3:42.59       | 4             | 3:34.72 | 9     |

## Волейбол сидячи

### Чоловіки
Група А
| п о р | п о р      | п о р | Матчів | Матчів | Сети | Сети | Сети  | М'ячі | М'ячі | М'ячі |
| Місце | Команда    | Очки  | В      | П      | В    | П    | В:П   | В     | П     | В:П   |
| ----- | ---------- | ----- | ------ | ------ | ---- | ---- | ----- | ----- | ----- | ----- |
| 1     | Бразилія   | 6     | 3      | 0      | 9    | 0    | MAX   | 225   | 140   | 1.607 |
| 2     | Україна    | 5     | 2      | 1      | 6    | 5    | 1.200 | 237   | 229   | 1.035 |
| 3     | Нідерланди | 4     | 1      | 2      | 5    | 7    | 0.714 | 250   | 265   | 0.943 |
| 4     | Канада     | 3     | 0      | 3      | 1    | 9    | 0.111 | 169   | 247   | 0.684 |

| 9 вересня 2016 20:30 | Україна | 3 — 2 | Нідерланди | Ріосентро 6, Ріо-де-Жанейро |
| 9 вересня 2016 20:30 |         |       |            | Ріосентро 6, Ріо-де-Жанейро |

| 11 вересня 2016 20:30 | Бразилія | 3 — 0 | Україна | Ріосентро 6, Ріо-де-Жанейро |
| 11 вересня 2016 20:30 |          |       |         | Ріосентро 6, Ріо-де-Жанейро |

| 13 вересня 2016 18:30 | Україна | 3 — 0 | Канада | Ріосентро 6, Ріо-де-Жанейро |
| 13 вересня 2016 18:30 |         |       |        | Ріосентро 6, Ріо-де-Жанейро |

Спортсменів — 12
| Номер | Ім'я                  |
| ----- | --------------------- |
| 1     | Брік Валентина        |
| 2     | Гуранська Тетяна      |
| 3     | Клочкова Лариса       |
| 4     | Крюкова Лариса        |
| 5     | Мананкова Олена       |
| 6     | Осетинська Інна       |
| 7     | Подлєсна Олександра   |
| 8     | Привалихіна Маргарита |
| 9     | Прищепа Катерина      |
| 10    | Самойленко Аліна      |
| 11    | Чуркіна Анжеліка      |
| 12    | Юдіна Ілона           |

### Жінки
Група Б
| п о р | п о р                | п о р | Матчів | Матчів | Сети | Сети | Сети  | М'ячі | М'ячі | М'ячі |
| Місце | Команда              | Очки  | В      | П      | В    | П    | В:П   | В     | П     | В:П   |
| ----- | -------------------- | ----- | ------ | ------ | ---- | ---- | ----- | ----- | ----- | ----- |
| 1     | Іран                 | 4     | 2      | 0      | 6    | 0    | MAX   | 150   | 105   | 1.429 |
| 2     | Боснія і Герцеговина | 3     | 1      | 1      | 3    | 3    | 1.000 | 131   | 129   | 1.016 |
| 3     | Україна              | 3     | 1      | 1      | 3    | 5    | 0.600 | 169   | 187   | 0.904 |
| 4     | Китай                | 2     | 0      | 2      | 2    | 6    | 0.333 | 161   | 190   | 0.847 |

| 10 вересня 2016 20:30 | Боснія і Герцеговина | 3 — 0 | Україна | Ріосентро 6, Ріо-де-Жанейро |
| 10 вересня 2016 20:30 |                      |       |         | Ріосентро 6, Ріо-де-Жанейро |

| 12 вересня 2016 14:00 | Китай | 2 — 3 | Україна | Ріосентро 6, Ріо-де-Жанейро |
| 12 вересня 2016 14:00 |       |       |         | Ріосентро 6, Ріо-де-Жанейро |

| 14 вересня 2016 20:30 | Україна | 0 — 3 | Іран | Ріосентро 6, Ріо-де-Жанейро |
| 14 вересня 2016 20:30 |         |       |      | Ріосентро 6, Ріо-де-Жанейро |

| Номер | Ім'я                |
| ----- | ------------------- |
| 1     | Андрусенко Анатолій |
| 2     | Битченко Денис      |
| 3     | Горякін Руслан      |
| 4     | Драпак Олександр    |
| 5     | Остринський Петро   |
| 6     | Мельник Дмитро      |
| 7     | Петренчук Максим    |
| 8     | Прищепа Андрій      |
| 9     | Харламов Олексій    |
| 10    | Шевченко Сергій     |

## Голбол
Спортсменів — 6
| Номер | Ім'я             |
| ----- | ---------------- |
| 1     | Габеда Марина    |
| 2     | Говоруха Тетяна  |
| 3     | Максименко Юлія  |
| 4     | Мірошник Наталія |
| 5     | Пасько Лілія     |
| 6     | Рудь Олена       |

### Група D
| М  | Команда   | І | В | Н | П | МЗ | МП | РМ  | О  |
| -- | --------- | - | - | - | - | -- | -- | --- | -- |
| 1. | Туреччина | 4 | 4 | 0 | 0 | 37 | 11 | +26 | 12 |
| 2. | Китай     | 4 | 3 | 0 | 1 | 21 | 14 | +7  | 9  |
| 3. | Австралія | 4 | 2 | 0 | 2 | 16 | 22 | −6  | 6  |
| 4. | Канада    | 4 | 0 | 1 | 3 | 9  | 17 | −8  | 1  |
| 5. | Україна   | 4 | 0 | 1 | 3 | 6  | 25 | −19 | 1  |

| 13 вересня 2016 19:30 | Україна | 2 — 6 | Китай |  |
| 13 вересня 2016 19:30 |         |       |       |  |
| 13 вересня 2016 19:30 |         |       |       |  |

| 10 вересня 2016 10:15 | Україна | 2 — 2 | Австралія |  |
| 10 вересня 2016 10:15 |         |       |           |  |
| 10 вересня 2016 10:15 |         |       |           |  |

| 11 вересня 2016 14:30 | Канада | 3 — 2 | Україна |  |
| 11 вересня 2016 14:30 |        |       |         |  |
| 11 вересня 2016 14:30 |        |       |         |  |

| 12 вересня 2016 20:45 | Туреччина | 6 — 3 | Україна |  |
| 12 вересня 2016 20:45 |           |       |         |  |
| 12 вересня 2016 20:45 |           |       |         |  |

|  | Чвертьфінали | Чвертьфінали | Чвертьфінали |  |  | Півфінали           | Півфінали | Півфінали |  |  | Фінал | Фінал | Фінал |
|  |              |              |              |  |  |                     |           |           |  |  |       |       |       |
|  | C1           | Бразилія     |              |  |  |                     |           |           |  |  |       |       |       |
|  | D4           | Україна      |              |  |  |                     |           |           |  |  |       |       |       |
|  | D4           | Україна      |              |  |  |                     |           |           |  |  |       |       |       |
|  |              |              |              |  |  |                     |           |           |  |  |       |       |       |
|  |              |              | Туреччина    |  |  |                     |           |           |  |  |       |       |       |
|  | D1           | Туреччина    | 15           |  |  |                     |           |           |  |  |       |       |       |
|  | D1           | Туреччина    | 15           |  |  |                     |           |           |  |  |       |       |       |
|  | C4           | Ізраїль      | 5            |  |  |                     |           |           |  |  |       |       |       |
|  |              |              |              |  |  |                     |           |           |  |  |       |       |       |
|  |              |              |              |  |  |                     |           |           |  |  |       |       |       |
|  | C2           | США          |              |  |  |                     |           |           |  |  |       |       |       |
|  | D3           | Канада       |              |  |  |                     |           |           |  |  |       |       |       |
|  | D3           | Канада       |              |  |  | Матч за третє місце |           |           |  |  |       |       |       |
|  |              |              |              |  |  |                     |           |           |  |  |       |       |       |
|  |              |              |              |  |  |                     |           |           |  |  |       |       |       |
|  | D2           | Китай        |              |  |  |                     |           |           |  |  |       |       |       |
|  | D2           | Китай        |              |  |  |                     |           |           |  |  |       |       |       |
|  | C3           | Японія       |              |  |  |                     |           |           |  |  |       |       |       |

## Параканое
- Ємельянов Сергій
- Лагутенко Наталія
- Синюк Микола
- Купріянова Світлана

Спортсменів — 4

## Велосипедний спорт
- Дементьєв Єгор ( )

Спортсменів — 1

## Дзюдо

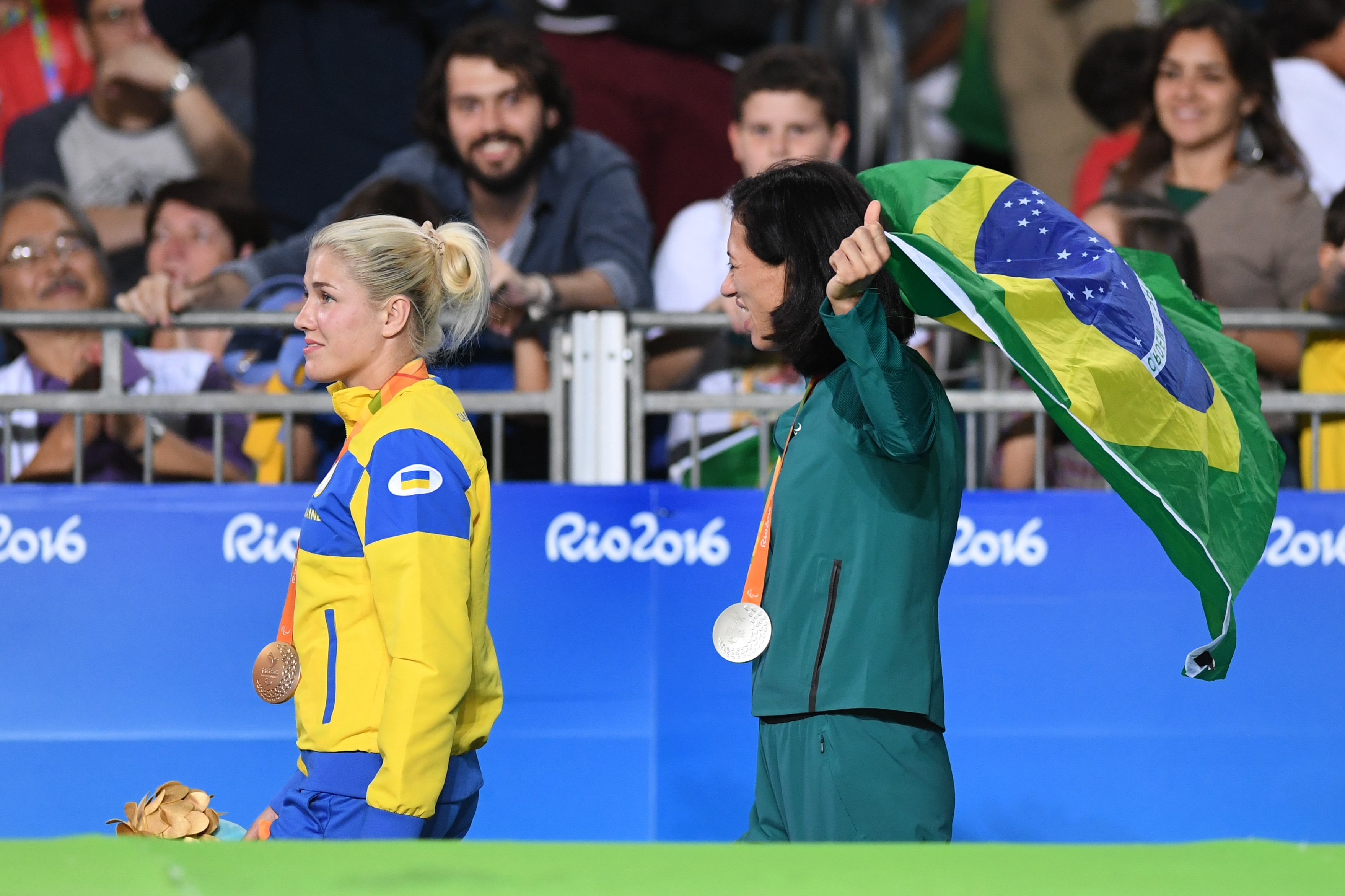
Інна Черняк та бразильська спортсменка Люсія Тейхейра

Чоловіки
| Спортсмен           | Дисципліна | Чвертьфінал        | Півфінал           | Втішний поєдинок   | Фінал              | Фінал |
| Спортсмен           | Дисципліна | Суперник Результат | Суперник Результат | Суперник Результат | Суперник Результат | Місце |
| ------------------- | ---------- | ------------------ | ------------------ | ------------------ | ------------------ | ----- |
| Косінов Олександр   | 81 кг      | Азербайджан 110:0  | Мексика 0s2:2s3    | Іран 0:100         | Н/Д                | 3     |
| Хорава Давид        | 66 кг      | Литва 100:0        | Узбекистан 000:100 | Н/Д                | Н/Д                | 3     |
| Соловей Дмитро      | 73 кг      | Японія 102:0       | Узбекистан 0:0s3   | Н/Д                | Н/Д                | 2     |
| Помінов Олександр   | 100 кг     | Н/Д                | Н/Д                | Н/Д                | Н/Д                | Н/Д   |
| Назаренко Олександр | 90 кг      | Бразилія 100:0     | Куба 0s2:0s1       | Н/Д                | Н/Д                | 2     |

Жінки
| Спортсмен        | Дисципліна | Чвертьфінал        | Півфінал                | Втішний поєдинок   | Фінал              | Фінал |
| Спортсмен        | Дисципліна | Суперник Результат | Суперник Результат      | Суперник Результат | Суперник Результат | Місце |
| ---------------- | ---------- | ------------------ | ----------------------- | ------------------ | ------------------ | ----- |
| Черняк Інна      | 57 кг      | Угорщина 100:0     | Південна Корея 10s1:2s1 | Н/Д                | Бразилія 100:0     | 1     |
| Галінська Юлія   | 48 кг      | Бразилія 100:000   | Німеччина 001:000       | Японія 001:000     | Н/Д                | 3     |
| Гусєва Ірина     | 63 кг      | Японія 100:0       | Узбекистан 0:0s2        | Н/Д                | Куба 0:100         | 2     |
| Логацька Людмила | 52 кг      | Франція 100:0      | Н/Д                     | Канада 0:100       | Н/Д                | 7     |

Спортсменів — 11

## Легка атлетика

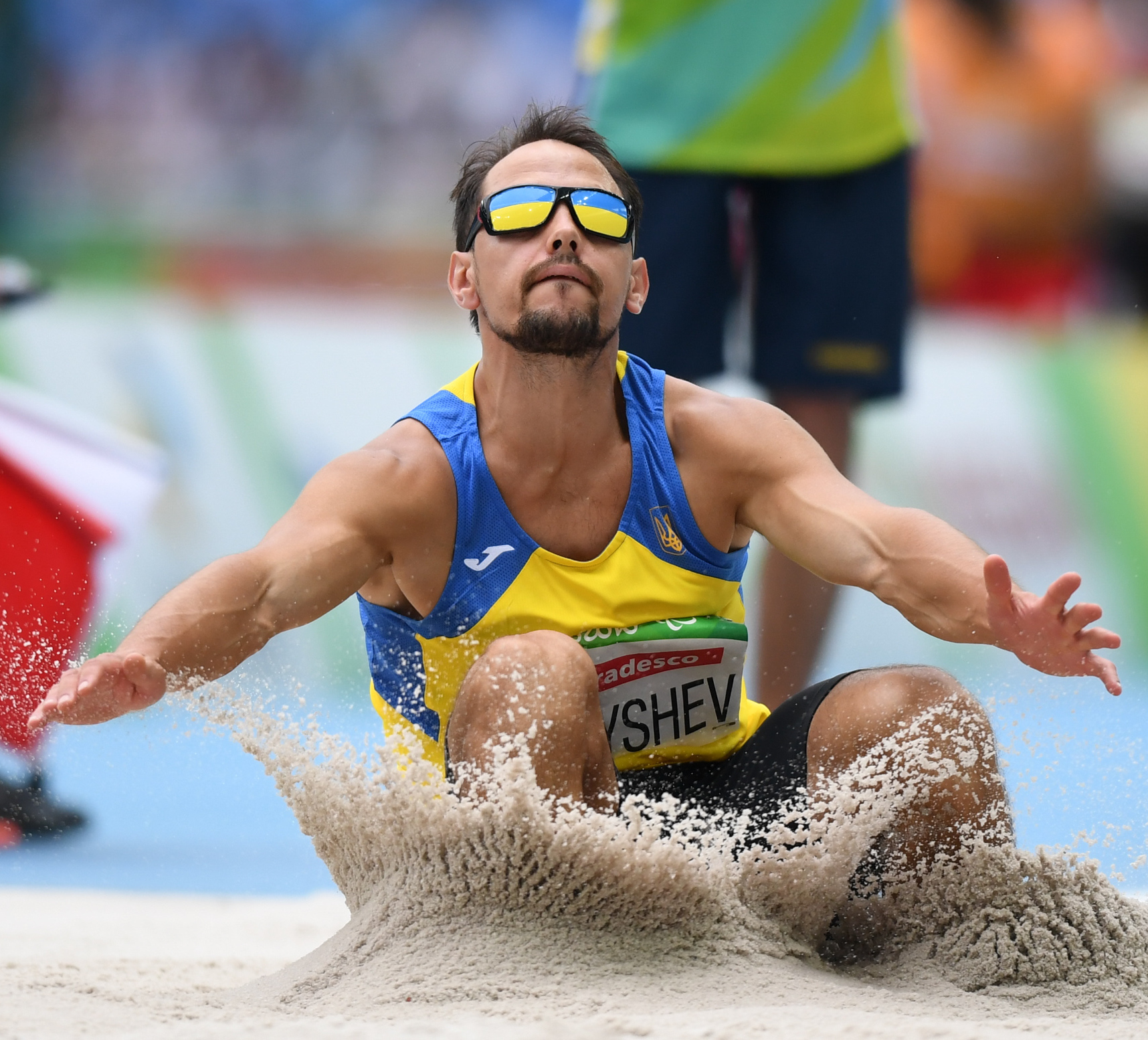
Руслан Катишев

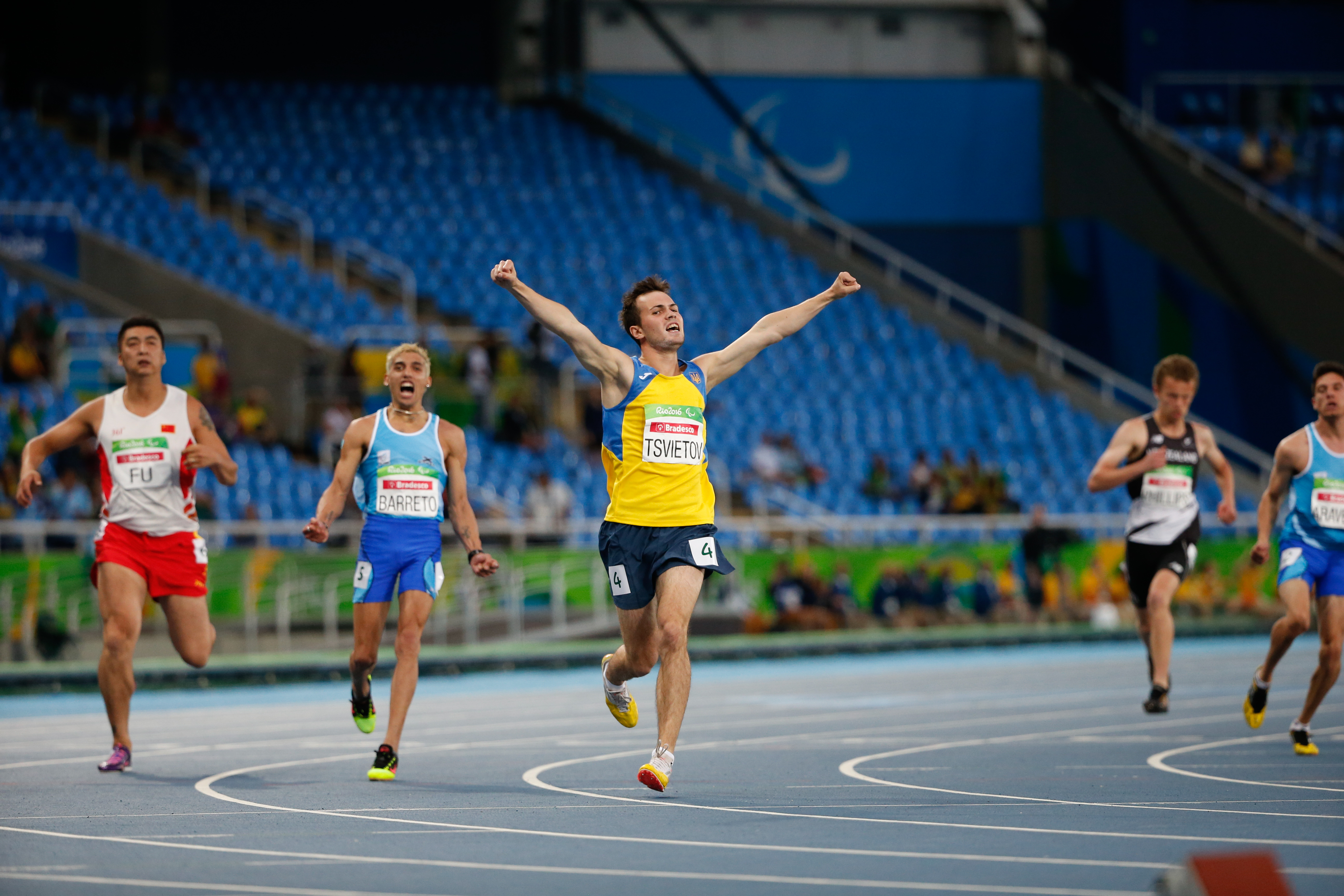
Ігор Цвєтов

| Спортсмен              | Дисципліна                       | Фінал     | Фінал |
| Спортсмен              | Дисципліна                       | Результат | Місце |
| ---------------------- | -------------------------------- | --------- | ----- |
| Аджаметова Лейля       | жінки 400 м — T13                |           |       |
| Аджаметова Лейля       | жінки 100 м — T13                | 11.79 WR  | 1     |
| Ботурчук Оксана        | жінки 100 м — T12                |           |       |
| Ботурчук Оксана        | жінки 400 м — T12                |           |       |
| Ботурчук Оксана        | жінки 200 м — T12                | 23.65     | 2     |
| Волуйкевич Павло       | чоловіки 1500 м — T20            | 3:58.18   | 5     |
| Онуфрієнко Андрій      | чоловіки 100 м — T37             |           |       |
| Онуфрієнко Андрій      | чоловіки стрибки у довжину — T37 | 5.83      | 6     |
| Цвєтов Ігор            | чоловіки 100 м — T35             | 12.31     | 1     |
| Цвєтов Ігор            | чоловіки 200 м — T35             | 25.11     | 1     |
| Стецюк Світлана        | жінки штовхання ядра — F53       | 3:48      | 6     |
| Сеник Микита           | чоловіки стрибки у довжину — T38 |           |       |
| Діброва Микола         | чоловіки штовхання ядра — F36    | 14,24 РВ  | 2     |
| Роздобудько Олена      | жінки стрибки у довжину — T20    |           |       |
| Прудніков Дмитро       | чоловіки стрибки у довжину — T20 | 6.99      | 3     |
| Помазан Марія          | жінки штовхання ядра — F35       |           |       |
| Павлик Роман           | чоловіки стрибки у довжину — T36 | 5.61 РВ   | 3     |
| Павлик Роман           | чоловіки 400 м — T36             |           |       |
| Павлик Роман           | чоловіки 100 м — T36             | DQ        | DQ    |
| Овсій Зоя              | жінки метання булави — F51       | 22.21     | 2     |
| Овсій Зоя              | жінки метання диску — F52        | 12.17     | 3     |
| Мисник Анастасія       | жінки штовхання ядра — F20       |           | 2     |
| Глєбова Олена          | жінки 100 м — T13                | 12.28     | 4     |
| Глєбова Олена          | жінки 400 м — T13                |           |       |
| Стрижак Інна           | жінки стрибки в довжину — Т38    | 4.34      | 9     |
| Корунчак Юлія          | жінки стрибки у довжину — T12    |           |       |
| Катишев Руслан         | чоловіки стрибки у довжину — T11 | 6.20      | 3     |
| Ільчина Орися          | жінки штовхання ядра — F12       | 12.98     | 4     |
| Зубковська Оксана      | жінки стрибки у довжину — T12    | 6.11      | 1     |
| Загребельний Владислав | чоловіки стрибки у довжину — T37 | 5.95      | 4     |
| Жабняк Микола          | чоловіки метання диску — F37     | 41.39     | 10    |
| Жабняк Микола          | чоловіки штовхання ядра — F37    | 14.23     | 4     |
| Єзловецька Наталя      | жінки 400 м — T20                | 58.48     | 2     |
| Дорошенко Олександр    | чоловіки метання спису — F38     |           |       |
| Данилюк Роман          | чоловіки штовхання ядра — F12    | 15.94     | 3     |
| Даниліна Людмила       | жінки 1500 м — T20               |           |       |

Спортсменів — 25

## Пауерліфтинг
- Копійка Марина (5, 88 кг)
- Крюков Антон (5, 97 кг)
- Кумейко Аліна (6, 95 кг)
- Шевчук Мар'яна (4, 107 кг)
- Любов Семенюк  (6, 100 кг)
- Соловйова Лідія
- Топоркова Раїса (РО, 45 кг)
- Хвалінський Сергій (7, 143 кг)
- Широколава Тетяна (5, 100 кг)

Спортсменів — 8

## Стрільба
Спортсменів — 6
| Спортсмен        | Дисципліна       | Кваліфікація | Кваліфікація | Фінал     | Фінал |
| Спортсмен        | Дисципліна       | Очки         | Місце        | Очки      | Місце |
| ---------------- | ---------------- | ------------ | ------------ | --------- | ----- |
| Денисюк Олексій  | чоловіки P1-10 м | 533-9х       | 22           | Н/Д       | Н/Д   |
| Денисюк Олексій  | змішана P3-25 м  | 570          | 5            | Н/Д       | 8     |
| Денисюк Олексій  | змішана P4-50 м  | 532-5x       | 5            | 160.8     | 3     |
| Стоєв Юрій       | чоловіки R1-10 м | 611.7        | 14           | Н/Д       | Н/Д   |
| Стоєв Юрій       | змішана R3-10 м  | 632.5        | 8            | 125.2     | 6     |
| Стоєв Юрій       | чоловіки R7-50 м | 1145         | 9            | Н/Д       | Н/Д   |
| Стоєв Юрій       | змішана R6-50 м  | 609.9        | 21           | Н/Д       | Н/Д   |
| Ляху Ірина       | жінки P2-10 м    | 358          | 15           | Н/Д       | Н/Д   |
| Ляху Ірина       | змішана P3-25 м  | 544          | 22           | Н/Д       | Н/Д   |
| Ковальчук Ольга  | жінки P2-10 м    | 364-6х       | 8            | 191.2     | 2     |
| Ковальчук Ольга  | змішана P4-50 м  | 533-9x       | 4            | 94.5      | 6     |
| Ковальчук Василь | змішана R4-10 м  | 631.4        | 3            | 103.0     | 7     |
| Ковальчук Василь | змішана R5-10 м  | 637.1        | 1            | 211.7 FPR | 1     |
| Дорошенко Андрій | чоловіки R1-10 м | 608.2        | 16           | Н/Д       | Н/Д   |
| Дорошенко Андрій | змішана R3-10 м  | 629,6        | 20           | Н/Д       | Н/Д   |
| Дорошенко Андрій | чоловіки R7-50 м | 1135         | 13           | Н/Д       | Н/Д   |
| Дорошенко Андрій | змішана R6-50 м  | 614.6        | 10           | Н/Д       | Н/Д   |

## Стрільба з лука
Спортсменів — 3
| Спортсмен              | Дисципліна                         | Раунд 1/32         | Раунд 1/16         | Чверть- фінали     | Півфінали          | Фінал              | Фінал |
| Спортсмен              | Дисципліна                         | Суперник Результат | Суперник Результат | Суперник Результат | Суперник Результат | Суперник Результат | Місце |
| ---------------------- | ---------------------------------- | ------------------ | ------------------ | ------------------ | ------------------ | ------------------ | ----- |
| Маркітантова Ксенія    | WOMEN'S INDIVIDUAL COMPOUND - OPEN | Н/Д                | Туреччина          |                    |                    |                    |       |
| Дзьоба-Балян Роксолана | WOMEN'S INDIVIDUAL RECURVE - OPEN  | Ірак 6:2           | Іран 0:6           | КНР                |                    |                    |       |
| Волинець Ірина         | WOMEN'S INDIVIDUAL RECURVE - OPEN  | Н/Д                | Н/Д                | Н/Д                | Н/Д                | Н/Д                | Н/Д   |

## Фехтування
Спортсменів — 6
| Спортсмен       | Дисципліна                             | Чвертьфінал      | Півфінал         | Фінал            | Місце |
| Спортсмен       | Дисципліна                             | Суперник Рахунок | Суперник Рахунок | Суперник Рахунок | Місце |
| --------------- | -------------------------------------- | ---------------- | ---------------- | ---------------- | ----- |
| Цедрик Вадим    | чоловіки індивід. шабля — категорія A  | Н/Д              | Н/Д              | Н/Д              | Н/Д   |
| Позняк Тетяна   | жінки індивід. рапіра — категорія B    | Н/Д              | Н/Д              | Н/Д              | Н/Д   |
| Позняк Тетяна   | жінки індивід. шпага — категорія B     | Н/Д              | Н/Д              | Н/Д              | Н/Д   |
| Морквич Наталія | жінки індивід. рапіра — категорія A    | Н/Д              | Н/Д              | Н/Д              | Н/Д   |
| Науменко Олег   | чоловіки індивід. шабля — категорія B  | Бразилія 12:15   | Білорусь 8:15    | Франція 5:15     | 3     |
| Демчук Андрій   | чоловіки індивід. шабля — категорія A  | Франція 15:3     | КНР 15:10        | Угорщина 8:15    | 1     |
| Дацко Антон     | чоловіки індивід. рапіра — категорія B | КНР 15:6         | Н/Д              | Н/Д              | Н/Д   |
| Дацко Антон     | чоловіки індивід. шабля — категорія B  | Франція 9:15     | Польща 8:15      | Греція 7:15      | 1     |
| Бреус Євгенія   | жінки індивід. шпага — категорія A     | Угорщина 15:13   | КНР 15:8         | Угорщина 10:15   | 3     |

## Паратриатлон
| Спортсмен      | Дисципліна | Час     | Місце |
| -------------- | ---------- | ------- | ----- |
| Колпакчи Аліса | Жінки      | 1:18:35 | 6     |

## Настільний теніс
Спортсменів — 11
| Спортсмен                                           | Дисципліна                   | Групова фаза                                                    | 1-й раунд             | Чвертьфінал            | Півфінал                     | Фінал                                    | Місце |
| Спортсмен                                           | Дисципліна                   | Суперник Рахунок                                                | Суперник Рахунок      | Суперник Рахунок       | Суперник Рахунок             | Суперник Рахунок                         | Місце |
| --------------------------------------------------- | ---------------------------- | --------------------------------------------------------------- | --------------------- | ---------------------- | ---------------------------- | ---------------------------------------- | ----- |
| Дідух Віктор                                        | чоловіки одиночка Class 8    | Угорщина Дьюла Зборай КНР Чурень Сун 3:0; 3:1 перемога          | Н/Д                   | КНР 0:3 поразка        | Н/Д                          | Н/Д                                      | Н/Д   |
| Єзик Олександр                                      | чоловіки одиночка Class 2    | Велла (ITA) · Сучанек (CZE) · 3:0; 3:1 · перемога               | Н/Д                   | Франція 3:2 поразка    | Н/Д                          | Н/Д                                      | Н/Д   |
| Косміна Наталя                                      | жінки одиночка Class 11      | Гонконг Польща 3:0; 3:2 перемога                                | Н/Д                   | Н/Д                    | Гонконг3:2 перемога          | Польща3:0 перемога                       | 1     |
| Марина Литовченко                                   | жінки одиночка Class 6       | Польща Німеччина 3:0 перемога 1:3 програла                      | Н/Д                   | Н/Д                    | Хорватія 3:1 програла        | Україна Ходзинська Антоніна 3:2 перемога | 3     |
| Навроцький Андрій                                   | чоловіки одиночка Class 11   | Іспанія Едуардо Мартінез Південна Корея Кім Гі-тае 3:2 перемога | Н/Д                   | Угорщина 0:3 поразка   | Н/Д                          | Н/Д                                      | Н/Д   |
| Щепанський Юрій                                     | чоловіки одиночка Class 9    | Бельгія Лоренс Девос Японія Койо Івабучі 3:0 перемога           | Італія 3:0 поразка    | Н/Д                    | Н/Д                          | Н/Д                                      | Н/Д   |
| Ходзинська Антоніна                                 | жінки одиночка Class 6       | Південна Корея Хорватія 3:2 програла                            | Н/Д                   | Н/Д                    | Німеччина 2:3 програла       | Україна Литовченко Марина 3:2 програла   | Н/Д   |
| Попов Михайло                                       | чоловіки одиночка Class 7    | Чехія Іспанія 3:2 перемога 1:3 поразка                          | Бразилія 3:2 поразка  | Н/Д                    | Н/Д                          | Н/Д                                      | Н/Д   |
| Петрунів Василь                                     | чоловіки одиночка Class 3    | Швеція Нігерія 3:2 поразка 3:1 перемога                         | Франція 2:3 поразка   | Н/Д                    | Н/Д                          | Н/Д                                      | Н/Д   |
| Ніколенко Максим                                    | чоловіки одиночка Class 7    | Німеччина Франція 3:1; 3:2 перемога                             | Н/Д                   | Бразилія 3:1 поразка   | Н/Д                          | Н/Д                                      | Н/Д   |
| Литовченко Марина Ходзинська Антоніна Клименко Юлія | жінки команда Classes 6-10   | Н/Д                                                             | Хорватія 0:2 програла | Н/Д                    | Н/Д                          | Н/Д                                      | Н/Д   |
| Ніколенко Максим Попов Михайло Дідух Віктор         | чоловіки команда Classes 6-8 | Н/Д                                                             | Н/Д                   | Німеччина 2:0 перемога | Велика Британія 2:0 перемога |                                          |       |
| Єзик Олександр Петрунів Василь                      | чоловіки команда Class 3     | Н/Д                                                             | Н/Д                   | КНР 0:2 програли       | Н/Д                          | Н/Д                                      | Н/Д   |

## Футбол (7 x 7)

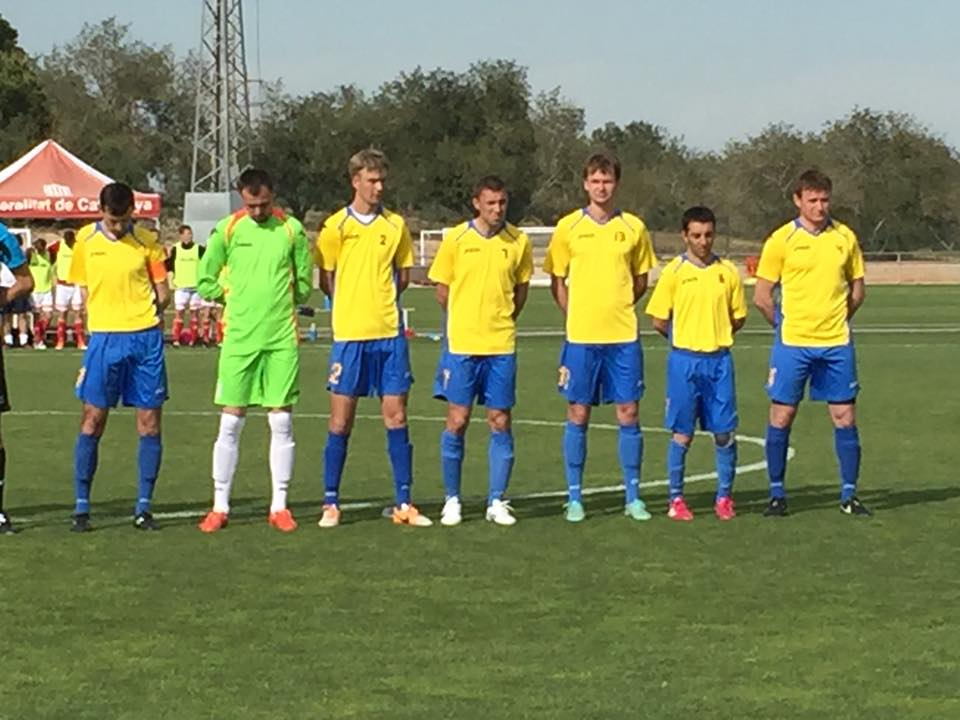
Збірна на препаралімпійському турнірі в Салоу у травні 2016 року: Антонюк, Симашко, Трушев, Романчук, Красильников, Каграманян і Дутко

- Володимир Антонюк
- Іван Доценко
- Тарас Дутко
- Євген Зінов'єв
- Едгар Каграманян
- Артем Красильников
- Богдан Кулинич
- Олег Лень
- Дмитро Молодцов
- Станіслав Подольський
- Віталій Романчук
- Костянтин Симашко
- Віталій Трушев
- Іван Шкварло

Спортсменів — 14

### Група А
| Команда         | І | В | Н | П | ЗМ | ПМ | РМ  | О |
| --------------- | - | - | - | - | -- | -- | --- | - |
| Україна         | 3 | 3 | 0 | 0 | 10 | 2  | +8  | 9 |
| Бразилія        | 3 | 2 | 0 | 1 | 10 | 4  | +6  | 6 |
| Велика Британія | 3 | 1 | 0 | 2 | 7  | 5  | +2  | 3 |
| Ірландія        | 3 | 0 | 0 | 3 | 2  | 18 | −16 | 0 |

| 2016-09-08 14:00 |

| Україна                                                        | 6–0             | Ірландія |
| -------------------------------------------------------------- | --------------- | -------- |
| Романчук 12' Антонюк 16' 17' Красильников 26' 37' Молодцов 36' | протокол(англ.) |          |

| Олімпійський парк Деодору Глядачів: 2368 Арбітр: Александр Сантос |

| 2016-09-10 10:00 |

| Велика Британія  | 1–2             | Україна                      |
| ---------------- | --------------- | ---------------------------- |
| Майкл Баркер 35' | протокол(англ.) | Антонюк 25' Красильников 47' |

| Олімпійський парк Деодору Глядачів: 8981 Арбітр: Паулу Вольпато |

| 2016-09-12 19:00 |

| Україна                        | 2–1             | Бразилія                  |
| ------------------------------ | --------------- | ------------------------- |
| Красильников 7' Каграманян 24' | протокол(англ.) | Веслі Мартінс де Соса 59' |

| Олімпійський парк Деодору Глядачів: 7044 Арбітр: Росс Хасвелл |

### Півфінал
| 2016-09-14 10:00 |

| Україна                           | 4–0             | Нідерланди |
| --------------------------------- | --------------- | ---------- |
| Антонюк 9' 44' 60'+2' Лень 30'+1' | протокол(англ.) |            |

| Олімпійський парк Деодору Глядачів: 2010 Арбітр: Гектор Робас Бондіа |

### Фінал
| 2016-09-16 17:00 |

| Україна                      | 2–1 д.ч.        | Іран              |
| ---------------------------- | --------------- | ----------------- |
| Антонюк 26' Красильников 65' | протокол(англ.) | Мехді Джамалі 50' |

| Олімпійський парк Деодору Глядачів: 9305 Арбітр: Росс Хасвелл |

### Бомбардири
Капітан збірної України Володимир Антонюк став найкращим бомбардиром турніру із сімома голами у п'яти матчах . Артем Красильников забив переможний гол у додатковий час фінального матчу .
| Місце | Футболіст          | Країна   | Забив голів | Зіграв матчів | Зіграв хвилин |
| ----- | ------------------ | -------- | ----------- | ------------- | ------------- |
| 1     | Володимир Антонюк  | Україна  | 7           | 5             | 227           |
| 2     | Леандру Гонсалвес  | Бразилія | 6           | 5             | 300           |
| 3     | Артем Красильников | Україна  | 5           | 4             | 260           |

## Плавання

Максим Крипак та Денис Дубров

Спортсменів — 44
Чоловіки
| Спортсмен           | Дисципліна                                     | Фінал       | Фінал |
| Спортсмен           | Дисципліна                                     | Час         | Місце |
| ------------------- | ---------------------------------------------- | ----------- | ----- |
| Богодайко Євгеній   | змішана 4×50 м естафета вільним стилем-20pts   | 2:30.66     | 3     |
| Богодайко Євгеній   | чоловіки 50 м вільним стилем — S7              | 27.64       | 2     |
| Богодайко Євгеній   | чоловіки 4×100 м естафета комплекс-34pts       |             |       |
| Богодайко Євгеній   | чоловіки 100 м вільним стилем — S7             | 1:10.55     | 1     |
| Богодайко Євгеній   | чоловіки 50 м батерфляй — S7                   | 29.35 ER    | 2     |
| Богодайко Євгеній   | чоловіки 100 м брас-SB6                        |             |       |
| Богодайко Євгеній   | чоловіки 200 м комплексне плавання — SM7       | 2:30.72 WR  | 1     |
| Богодайко Євгеній   | чоловіки 4×100 м естафета вільним стилем-34pts | 3:48.11 PR  | 1     |
| Залевський Дмитро   | чоловіки 100 м на спині — S11                  | 1:06.66     | 1     |
| Залевський Дмитро   | чоловіки 400 м вільним стилем — S11            | 5:02.38     | 6     |
| Дубров Денис        | чоловіки 100 м брас-SB9                        | 1:05.10     | 2     |
| Дубров Денис        | чоловіки 50 м вільним стилем — S10             | 23.75       | 3     |
| Дубров Денис        | чоловіки 4×100 м естафета комплекс-34pts       |             |       |
| Дубров Денис        | чоловіки 200 м комплексне плавання — SM10      | 2:06.87WR   | 1     |
| Дубров Денис        | чоловіки 100 м на спині — S10                  |             | 3     |
| Дубров Денис        | чоловіки 100 м вільним стилем — S10            | 51.54       | 4     |
| Дубров Денис        | чоловіки 400 м вільним стилем — S10            |             |       |
| Дубров Денис        | чоловіки 100 м батерфляй — S10                 | 54.79 WR,PR | 1     |
| Дубров Денис        | чоловіки 4×100 м естафета вільним стилем-34pts | 3:48.11 PR  | 1     |
| Деревінський Андрій | чоловіки 100 м вільним стилем — S4             | 1:30.59     | 7     |
| Деревінський Андрій | Змішаний 4×50 м естафета вільним стилем-20pts  | 2:30.66     | 3     |
| Деревінський Андрій | чоловіки 50 м вільним стилем — S4              | 3:14.21     | 10    |
| Деревінський Андрій | чоловіки 200 м вільним стилем — S4             |             |       |
| Деревінський Андрій | чоловіки 150 м комплексне плавання — SM4       | 3:18.59     | 8     |
| Денисенко Ярослав   | чоловіки 100 м на спині — S13                  |             |       |
| Денисенко Ярослав   | чоловіки 200 м комплексне плавання — SM13      |             | 2     |
| Денисенко Ярослав   | чоловіки 50 м вільним стилем — S13             | 24.41       | 4     |
| Денисенко Ярослав   | чоловіки 100 м вільним стилем — S13            |             |       |
| Денисенко Ярослав   | чоловіки 400 м вільним стилем — S13            | 2           | 2     |
| Гриненко Богдан     | чоловіки 400 м вільним стилем — S8             | 4:51.81     | 9     |
| Гриненко Богдан     | Змішаний 4×50 м естафета вільним стилем-20pts  | 2:30.66     | 3     |
| Гриненко Богдан     | чоловіки 4×100 м естафета комплекс-34pts       |             |       |
| Гриненко Богдан     | чоловіки 100 м вільним стилем — S8             | 59.74       | 8     |
| Гриненко Богдан     | чоловіки 50 м вільним стилем — S8              |             |       |
| Гриненко Богдан     | чоловіки 100 м на спині — S8                   | 1:06.24     | 5     |
| Гриненко Богдан     | чоловіки 4×100 м естафета вільним стилем-34pts | 3:48.11 PR  | 1     |
| Головко Олександр   | чоловіки 100 м на спині — S1                   | 3:03.88     | 5     |
| Головко Олександр   | чоловіки 50 м на спині — S1                    |             |       |
| Веракса Максим      | чоловіки 50 м вільним стилем — S12             |             |       |
| Веракса Максим      | чоловіки 100 м вільним стилем — S13            |             |       |
| Веракса Максим      | чоловіки 100 м брас-SB12                       | 1:09.00     | 3     |
| Ванзенко Дмитро     | чоловіки 100 м брас-SB9                        | 1:08.80     | 8     |
| Ванзенко Дмитро     | чоловіки 4×100 м естафета комплекс-34pts       |             |       |
| Ванзенко Дмитро     | чоловіки 200 м комплексне плавання — SM10      | 2:10.48     | 3     |
| Ванзенко Дмитро     | чоловіки 100 м вільним стилем — S10            | 54.03       | 6     |
| Ванзенко Дмитро     | чоловіки 400 м вільним стилем — S10            |             |       |
| Ванзенко Дмитро     | чоловіки 4×100 м естафета вільним стилем-34pts | 3:48.11 PR  | 1     |
| Козленко Андрій     | чоловіки 100 м вільним стилем — S7             |             |       |
| Козленко Андрій     | чоловіки 400 м вільним стилем — S7             | 5:19.60     | 8     |
| Козленко Андрій     | чоловіки 50 м батерфляй — S7                   | 31.33       | 6     |
| Бойко Геннадій      | чоловіки 100 м на спині — S1                   | 2:08.01     | 1     |
| Бойко Геннадій      | чоловіки 50 м на спині — S1                    |             | 1     |
| Виноградець Дмитро  | змішана 4×50 м естафета вільним стилем-20pts   | 2:30.66     | 3     |
| Виноградець Дмитро  | чоловіки 50 м на спині — S3                    |             | 1     |
| Виноградець Дмитро  | чоловіки 50 м вільним стилем — S3              | 41.41 ER    | 2     |
| Виноградець Дмитро  | чоловіки 200 м вільним стилем — S3             |             |       |
| Виноградець Дмитро  | чоловіки 50 м брас-SB2                         | 55.03 ER    | 4     |
| Виноградець Дмитро  | чоловіки 150 м комплексне плавання — SM3       |             |       |
| Мащенко Олександр   | чоловіки 100 м на спині — S11                  | 1:15.85     | 8     |
| Мащенко Олександр   | чоловіки 50 м вільним стилем — S11             | 26.97       | 4     |
| Мащенко Олександр   | чоловіки 100 м батерфляй — S11                 | 1:03.38     | 3     |
| Мащенко Олександр   | чоловіки 100 м брас-SB11                       | 1:13.53     | 4     |
| Мащенко Олександр   | чоловіки 200 м комплексне плавання — SM11      |             |       |
| Крипак Максим       | чоловіки 50 м вільним стилем — S10             | 23.33       | 1     |
| Крипак Максим       | чоловіки 4×100 м естафета комплекс-34pts       |             |       |
| Крипак Максим       | чоловіки 200 м комплексне плавання — SM10      | 2:08.10     | 2     |
| Крипак Максим       | чоловіки 100 м на спині — S10                  |             | 1     |
| Крипак Максим       | чоловіки 100 м вільним стилем — S10            | 51.08 ER    | 1     |
| Крипак Максим       | чоловіки 400 м вільним стилем — S10            |             |       |
| Крипак Максим       | чоловіки 100 м батерфляй — S10                 | 54.90       | 2     |
| Крипак Максим       | чоловіки 4×100 м естафета вільним стилем-34pts | 3:48.11 PR  | 1     |
| Комаров Олександр   | чоловіки 100 м на спині — S6                   |             |       |
| Комаров Олександр   | чоловіки 4×100 м естафета комплекс-34pts       | 1:19.64     | 5     |
| Комаров Олександр   | чоловіки 100 м вільним стилем — S6             |             |       |
| Комаров Олександр   | чоловіки 50 м вільним стилем — S6              | 31.06       | 6     |
| Комаров Олександр   | чоловіки 4×100 м естафета вільним стилем-34pts | 3:48.11 PR  | 1     |
| Коль Антон          | чоловіки 50 м на спині — S1                    | 2:27.45     | 3     |
| Коль Антон          | чоловіки 100 м на спині — S1                   |             | 3     |
| Кліпперт Сергій     | чоловіки 50 м вільним стилем — S12             |             |       |
| Кліпперт Сергій     | чоловіки 200 м комплексне плавання — SM13      | 2:16.47     | 7     |
| Кліпперт Сергій     | чоловіки 100 м вільним стилем — S13            |             |       |
| Кліпперт Сергій     | чоловіки 100 м брас-SB12                       | 1:10.55     | 5     |
| Кліпперт Сергій     | чоловіки 100 м на спині — S12                  | 59.77       | 1     |
| Квасниця Мар'ян     | чоловіки 100 м на спині — S7                   | 1:13.48     | 4     |
| Квасниця Мар'ян     | чоловіки 4×100 м естафета комплекс-34pts       |             |       |
| Квасниця Мар'ян     | чоловіки 100 м вільним стилем — S7             |             |       |
| Квасниця Мар'ян     | чоловіки 400 м вільним стилем — S7             | 4:57.54     | 6     |
| Квасниця Мар'ян     | чоловіки 50 м батерфляй — S7                   | 32.37       | 7     |
| Квасниця Мар'ян     | чоловіки 4×100 м естафета вільним стилем-34pts | 3:48.11 PR  | 1     |
| Божинський Юрій     | змішана 4×50 м естафета вільним стилем-20pts   | 2:30.66     | 3     |
| Божинський Юрій     | чоловіки 4×100 м естафета комплекс-34pts       |             |       |
| Божинський Юрій     | чоловіки 50 м вільним стилем — S8              |             |       |
| Божинський Юрій     | чоловіки 100 м на спині — S8                   | 1:06.21     | 4     |
| Божинський Юрій     | чоловіки 4×100 м естафета вільним стилем-34pts |             | 1     |
| Паламарчук Сергій   | чоловіки 100 м на спині — S2                   | 1:49.76     | 3     |
| Паламарчук Сергій   | чоловіки 200 м вільним стилем — S2             | 3:43.69     | 3     |
| Паламарчук Сергій   | чоловіки 50 м на спині — S2                    |             | 3     |
| Панібратець Євген   | чоловіки 100 м на спині — S2                   | 2:07.00     | 5     |
| Панібратець Євген   | чоловіки 200 м вільним стилем — S2             |             |       |
| Панібратець Євген   | чоловіки 50 м на спині — S2                    |             |       |
| Смирнов Віктор      | чоловіки 100 м на спині — S11                  | 1:21.86     | 4     |
| Смирнов Віктор      | чоловіки 400 м вільним стилем — S11            | 4:48.71     | 5     |
| Смирнов Віктор      | чоловіки 50 м вільним стилем — S11             | DSQ         | DSQ   |
| Смирнов Віктор      | чоловіки 100 м брас-SB11                       | 1:15.69     | 5     |
| Смирнов Віктор      | чоловіки 200 м комплексне плавання — SM11      |             |       |
| Федина Олексій      | чоловіки 100 м брас-SB13                       | 1:04.94     | 1     |
| Федина Олексій      | чоловіки 50 м вільним стилем — S13             | 24.42       | 5     |
| Чуфаров Данило      | чоловіки 100 м батерфляй — S13                 | 1:00.74     | 10    |
| Чуфаров Данило      | чоловіки 200 м комплексне плавання — SM13      |             | 3     |
| Чуфаров Данило      | чоловіки 400 м вільним стилем — S13            | 4:10.92     | 4     |
| Бондаренко Роман    | чоловіки 100 м на спині — S2                   | 2:14.10     | 6     |
| Бондаренко Роман    | чоловіки 50 м на спині — S2                    |             |       |
| Бондаренко Роман    | чоловіки 200 м вільним стилем — S2             |             |       |
| Яременко Ілля       | чоловіки 100 м батерфляй — S13                 | 1:00.35     | 9     |
| Яременко Ілля       | чоловіки 50 м вільним стилем — S12             |             |       |
| Яременко Ілля       | чоловіки 100 м вільним стилем — S13            |             |       |
| Семененко Ярослав   | чоловіки 100 м на спині — S6                   | 1:15.41     | 3     |
| Семененко Ярослав   | чоловіки 50 м батерфляй — S6                   | 34.38       | 9     |
| Семененко Ярослав   | чоловіки 50 м вільним стилем — S6              | 33.49       | 14    |
| Семененко Ярослав   | чоловіки 200 м комплексне плавання — SM6       | 2.54.74     | 6     |

Жінки
| Спортсмен          | Дисципліна                                   | Фінал      | Фінал |
| Спортсмен          | Дисципліна                                   | Час        | Місце |
| ------------------ | -------------------------------------------- | ---------- | ----- |
| Вербова Марина     | жінки 50 м вільним стилем — S4               |            |       |
| Вербова Марина     | жінки 50 м брас-SB3                          |            |       |
| Вербова Марина     | жінки 50 м на спині — S4                     |            |       |
| Матло Ярина        | жінки 50 м вільним стилем — S12              |            |       |
| Матло Ярина        | жінки 100 м на спині — S12                   | 1:11.97    | 2     |
| Лафіна Марія       | жінки 50 м вільним стилем — S4               |            |       |
| Лафіна Марія       | жінки 50 м брас-SB3                          | 1:01.92    | 2     |
| Лафіна Марія       | жінки 50 м на спині — S4                     |            |       |
| Лафіна Марія       | жінки 150 м комплексне плавання — SM4        | 3:01.30    | 6     |
| Істоміна Катерина  | жінки 100 м батерфляй — S8                   | 1:09.04    | 1     |
| Істоміна Катерина  | жінки 50 м вільним стилем — S8               |            |       |
| Мерешко Єлизавета  | жінки 100 м на спині — S6                    | 1:28.99    | 4     |
| Мерешко Єлизавета  | Змішані 4×50 м естафета вільним стилем-20pts | 2:30.66    | 3     |
| Мерешко Єлизавета  | жінки 100 м вільним стилем — S6              |            | 1     |
| Мерешко Єлизавета  | жінки 100 м брас-SB5                         | 1:41.63    | 1     |
| Мерешко Єлизавета  | жінки 50 м вільним стилем — S6               |            | 1     |
| Мерешко Єлизавета  | жінки 400 м вільним стилем — S6              | 5:17.01 PR | 1     |
| Мерешко Єлизавета  | жінки 200 м комплексне плавання — SM6        | DSQ        | DSQ   |
| Бережна Яна        | жінки 100 м на спині — S11                   | 1:32.53    | 15    |
| Бережна Яна        | жінки 100 м брас-SB11                        | 1:28.04    | 4     |
| Бережна Яна        | жінки 200 м комплексне плавання — SM11       |            |       |
| Піддубна Марина    | жінки 100 м на спині — S11                   | 1:21.86    | 4     |
| Піддубна Марина    | жінки 50 м вільним стилем — S11              | 31.23      | 3     |
| Піддубна Марина    | жінки 100 м вільним стилем — S11             |            |       |
| Піддубна Марина    | жінки 200 м комплексне плавання — SM11       |            |       |
| Савцова Вікторія   | Змішані 4×50 м естафета вільним стилем-20pts | 2:30.66    | 3     |
| Савцова Вікторія   | жінки 100 м брас-SB5                         | 1.42.14    | 2     |
| Савцова Вікторія   | жінки 100 м вільним стилем — S6              |            |       |
| Савцова Вікторія   | жінки 50 м вільним стилем — S6               |            | 2     |
| Савцова Вікторія   | жінки 400 м вільним стилем — S6              | 5:36.07    | 5     |
| Свідерська Ольга   | жінки 100 м вільним стилем — S3              | 1:34.86 ER | 3     |
| Свідерська Ольга   | Змішані 4×50 м естафета вільним стилем-20pts | 2:30.66    | 3     |
| Свідерська Ольга   | жінки 50 м на спині — S3                     | 54.01      | 4     |
| Свідерська Ольга   | жінки 50 м брас-SB3                          | 1:03.20    | 4     |
| Свідерська Ольга   | жінки 150 м комплексне плавання — SM4        | 2:54.14 WR | 2     |
| Соцька Ірина       | жінки 100 м на спині — S2                    |            | 3     |
| Соцька Ірина       | жінки 50 м на спині — S2                     |            |       |
| Стеценко Анна      | жінки 100 м батерфляй — S13                  | 1:07.82    | 5     |
| Стеценко Анна      | жінки 200 м комплексне плавання — SM13       | 2:28.95    | 4     |
| Стеценко Анна      | жінки 50 м вільним стилем — S13              | 27.34 WR   | 1     |
| Стеценко Анна      | жінки 100 м вільним стилем — S13             |            |       |
| Стеценко Анна      | жінки 400 м вільним стилем — S13             | 4:24.18    | 2     |
| Стабровська Марина | жінки 50 м вільним стилем — S12              |            |       |
| Стабровська Марина | жінки 100 м на спині — S12                   | 1:21.33    | 5     |
| Ткачук Катерина    | жінки 100 м на спині — S11                   | 1:22.69    | 5     |
| Ткачук Катерина    | жінки 400 м вільним стилем — S11             | 5:47.45    | 9     |
| Ткачук Катерина    | жінки 50 м вільним стилем — S11              | 35.98      | 11    |
| Ткачук Катерина    | жінки 100 м вільним стилем — S11             |            |       |
| Ткачук Катерина    | жінки 200 м комплексне плавання — SM11       |            |       |
| Федота Олена       | жінки 50 м батерфляй — S6                    | 41.58      | 7     |
| Федота Олена       | жінки 100 м вільним стилем — S6              |            |       |
| Хруль Оксана       | жінки 100 м на спині — S6                    | 1:26.82    | 3     |
| Хруль Оксана       | жінки 50 м батерфляй — S6                    | 36.45      | 2     |
| Хруль Оксана       | жінки 100 м брас-SB7                         | 1:38.23    | 6     |
| Хруль Оксана       | жінки 50 м вільним стилем — S6               | 38.41      | 13    |
| Шестопал Наталія   | жінки 100 м брас-SB4                         | 2:22.2     | 12    |
| Шестопал Наталія   | жінки 200 м комплексне плавання — SM5        |            |       |
| Якібюк Ольга       | жінки 400 м вільним стилем — S11             | 5:46.06    | 7     |
| Якібюк Ольга       | жінки 100 м вільним стилем — S11             |            |       |
| Якібюк Ольга       | жінки 50 м вільним стилем — S11              | 35.68      | 14    |
| Козлова Ніна       | жінки 100 м брас-SB6                         |            |       |